# Câu lạc bộ bóng đá Xi măng Xuân Thành Sài Gòn
Câu lạc bộ bóng đá Xi măng Xuân Thành Sài Gòn (tiếng Anh: Xuan Thanh Saigon Cement Football Club), thường được biết đến với tên ngắn gọn là Xuân Thành Sài Gòn hay Sài Gòn Xuân Thành, từng là một câu lạc bộ bóng đá chuyên nghiệp có trụ sở tại Thành phố Hồ Chí Minh, Việt Nam. Câu lạc bộ được thành lập từ đội hạng Nhì Hà Tĩnh vào năm 2010, giành quyền thi đấu tại giải Vô địch Quốc gia từ năm 2012 và giải thể chỉ một năm sau đó. Sân nhà của đội là sân vận động Thống Nhất.

## Lịch sử

### 1998–2010: Khởi đầu từ đội hạng Nhì Hà Tĩnh
Sự xuất hiện của Xi măng Xuân Thành Sài Gòn được bắt nguồn từ Đội bóng đá Hà Tĩnh – đội bóng được thành lập từ năm 1998 và đặt dưới sự quản lý của Sở Thể dục Thể thao Hà Tĩnh, từng có nhiều năm thi đấu tại giải hạng Nhì Quốc gia. Đầu năm 2010, với sự hậu thuẫn của Tập đoàn Xuân Thành (Ninh Bình), đội chuyển sang mô hình chuyên nghiệp với tên gọi Câu lạc bộ bóng đá Xi măng Xuân Thành Hà Tĩnh. Một học viện bóng đá mang tên Xuân Thành - Kẻ Gỗ cũng được thành lập nhằm đào tạo lực lượng tuyến trẻ cho địa phương. Để hiện thực hóa tham vọng thi đấu tại giải hạng Nhất Quốc gia, ban lãnh đạo đội bóng đã mời cựu tuyển thủ quốc gia Nguyễn Văn Sỹ về làm huấn luyện viên trưởng.
Tuy nhiên, với thành tích thi đấu yếu kém, đội đã không hoàn thành được mục tiêu thăng hạng khi mùa giải hạng Nhì 2010 còn chưa kết thúc. Huấn luyện viên Nguyễn Văn Sỹ chia tay đội, đội đứng trước nguy cơ tan rã. Để giữ lại đội bóng cũng như đạt được mục đích thăng hạng, vào tháng 7 năm 2010, chủ tịch Hội đồng quản trị Tập đoàn Xuân Thành là ông Nguyễn Đức Thụy đã mua lại suất thi đấu tại giải hạng Nhất 2011 của đội Hòa Phát V&V vừa được thăng hạng, để lại đội bóng Hà Tĩnh tiếp tục thi đấu tại hạng Nhì. Một số cầu thủ giỏi của Hòa Phát V&V cũng được chuyển nhượng để nhập vào đội.

### 2010–2013: Chuyển trụ sở và đổi tên
Tháng 10 năm 2010, đội chuyển trụ sở vào Thành phố Hồ Chí Minh và lấy tên mới là Câu lạc bộ bóng đá Sài Gòn Xuân Thành để thi đấu ở giải hạng Nhất Quốc gia mùa giải 2011. Câu lạc bộ đã thi đấu khởi sắc và giành được chức vô địch giải hạng Nhất, đồng thời sở hữu một suất thăng hạng V-League 2012.
Ngày 24 tháng 11 năm 2011, câu lạc bộ được chuyển giao từ Tập đoàn Xuân Thành sang Công ty Cổ phần Truyền thông Bóng đá Việt Nam (VFM), và đổi tên thành Câu lạc bộ bóng đá Sài Gòn. Vào ngày 12 tháng 12, câu lạc bộ Sài Gòn chính thức ra mắt người hâm mộ tại Nhà hát Thành phố Hồ Chí Minh, đồng thời công bố logo mới và bài hát chính thức "Hành khúc Saigon FC" do nhạc sĩ Lê Quang sáng tác. Đáng chú ý, câu lạc bộ cũng đã lên kế hoạch xây dựng một kênh truyền hình lấy tên là Sài Gòn FC TV, chuyên đưa tin của câu lạc bộ tới người hâm mộ, phát sóng trên các hệ thống truyền hình trả tiền. Đây là lần đầu tiên một câu lạc bộ bóng đá tại Việt Nam có một kênh truyền hình riêng. Tuy nhiên, chỉ trong chưa đầy hai tuần, Công ty Cổ phần bóng đá Sài Gòn Xuân Thành lại tuyên bố Tập đoàn Xuân Thành đã tiếp quản trở lại cổ phần của VFM.
Ngày 18 tháng 4 năm 2012, câu lạc bộ Sài Gòn quay trở lại với tên gọi Sài Gòn Xuân Thành. Ở mùa giải này, đội đã suýt lên ngôi vô địch V-League khi để Hà Nội T&T cầm hòa không bàn thắng trong trận đấu cuối cùng trên sân nhà, qua đó kết thúc mùa giải ở vị trí thứ 3. Mặc dù vậy, Sài Gòn Xuân Thành đã vượt qua chính đối thủ trong trận chung kết Cúp Quốc gia không lâu sau đó với tỷ số đậm 4–1 để giành danh hiệu, và đại diện Việt Nam tham dự Cúp AFC mùa bóng kế tiếp.
Vào ngày 12 tháng 12 năm 2012, sau khi ông bầu Nguyễn Đức Thụy rút lui và trở lại với vai trò nhà tài trợ chính, vị trí chủ tịch câu lạc bộ được trao lại cho em trai của bầu Thụy là Nguyễn Xuân Thủy; câu lạc bộ cũng đổi sang tên gọi mới là Xi măng Xuân Thành Sài Gòn. Tuy nhiên, họ không được phép sử dụng dấu hiệu "Xi măng" trong tên gọi của mình tại AFC Cup 2013 theo quy định của AFC; thay vào đó câu lạc bộ này sử dụng tên gọi cũ của mình là Sài Gòn Xuân Thành để tham dự giải quốc tế, trong khi tên gọi Xi măng Xuân Thành Sài Gòn được sử dụng cho thi đấu trong nước.
Sau khi bị phát hiện có tinh thần thi đấu thiếu tích cực trong một trận đấu V.League 1 2013 gặp Kienlongbank Kiên Giang, Xi măng Xuân Thành Sài Gòn đã bị Liên đoàn bóng đá Việt Nam (VFF) trừ 4 điểm trên bảng xếp hạng của giải. Không hài lòng với án phạt và cho rằng đội bóng của mình bị đối xử bất công, chủ tịch câu lạc bộ Nguyễn Xuân Thủy đã tuyên bố bỏ giải khi mùa bóng chỉ còn hai vòng đấu, và ra quyết định giải tán câu lạc bộ ngay trong buổi chiều ngày 20 tháng 8 năm 2013. Toàn bộ kết quả thi đấu của đội tại mùa giải này đều bị hủy bỏ.

## Đội hình
Ghi chú: Quốc kỳ chỉ đội tuyển quốc gia được xác định rõ trong điều lệ tư cách FIFA. Các cầu thủ có thể giữ hơn một quốc tịch ngoài FIFA.
| Số | VT | Quốc gia | Cầu thủ            |
| -- | -- | -------- | ------------------ |
| 1  | TM | Việt Nam | Bùi Tấn Trường     |
| 2  | TV | Việt Nam | Hoàng Trọng Phú    |
| 3  | HV | Việt Nam | Lê Phước Tứ        |
| 4  | TV | Việt Nam | Nguyễn Chí Cường   |
| 5  | HV | Việt Nam | Lê Hải Anh         |
| 6  | HV | Việt Nam | Bùi Văn Sang       |
| 7  | TĐ | Việt Nam | Nguyễn Ngọc Anh    |
| 8  | HV | Việt Nam | Đoàn Việt Cường    |
| 9  | TĐ | Nigeria  | Abdullahi Suleiman |
| 10 | TV | Uganda   | Moses Oloya        |
| 11 | TV | Việt Nam | Nguyễn Đức Linh    |
| 13 | TM | Việt Nam | Nguyễn Minh Nhựt   |
| 14 | HV | Việt Nam | Lư Võ Như Quang    |
| 15 | TV | Việt Nam | Nguyễn Rogerio     |
| 16 | TĐ | Việt Nam | Nguyễn Trọng Phi   |
| 17 | HV | Việt Nam | Lê Hoàng Vũ        |
| 19 | TV | Việt Nam | Đinh Vũ Hàn Phong  |

| Số | VT | Quốc gia | Cầu thủ                 |
| -- | -- | -------- | ----------------------- |
| 20 | HV | Việt Nam | Trương Đình Luật        |
| 21 | TĐ | Cameroon | Amougou Nsi             |
| 22 | TV | Việt Nam | Phan Văn Tài Em         |
| 23 | HV | Việt Nam | Nguyễn Thành Long Giang |
| 24 | HV | Việt Nam | Phan Đỗ Nhật Tân        |
| 25 | TV | Việt Nam | Phạm Thừa Chí           |
| 26 | TĐ | Việt Nam | Kizito Geofey           |
| 27 | TV | Việt Nam | Đinh Hoàng Max          |
| 29 | TĐ | Nigeria  | Oguwike Ameka Ndubuisi  |
| 30 | HV | Việt Nam | Phan Minh Tâm           |
| 31 | HV | Việt Nam | Phan Lưu Thế Sơn        |
| 32 | HV | Việt Nam | Nguyễn Công Thành       |
| 60 | TV | Việt Nam | Nguyễn Thanh Sang       |
| 63 | HV | Việt Nam | Đặng Thành Hiếu         |
| 67 | TM | Việt Nam | Trần Văn Hoá            |
| 99 | TV | Việt Nam | Nguyễn Huy Hà           |

## Danh hiệu
Giải hạng Nhất Quốc gia
- Vô địch: 2011

V-League
- Hạng 3: 2012

Cúp Quốc gia
- Vô địch: 2012

## Thành tích thi đấu

### Thành tích trong nước
| Chú giải màu sắc | Chú giải màu sắc |
| ---------------- | ---------------- |
| Vô địch          |                  |
| Á quân           |                  |
| Hạng ba          |                  |
| Hạng tư          |                  |
| Thăng hạng       |                  |
| Xuống hạng       |                  |

| Thành tích của Xi măng Xuân Thành Sài Gòn từ khi thành lập | Thành tích của Xi măng Xuân Thành Sài Gòn từ khi thành lập | Thành tích của Xi măng Xuân Thành Sài Gòn từ khi thành lập | Thành tích của Xi măng Xuân Thành Sài Gòn từ khi thành lập | Thành tích của Xi măng Xuân Thành Sài Gòn từ khi thành lập | Thành tích của Xi măng Xuân Thành Sài Gòn từ khi thành lập | Thành tích của Xi măng Xuân Thành Sài Gòn từ khi thành lập | Thành tích của Xi măng Xuân Thành Sài Gòn từ khi thành lập | Thành tích của Xi măng Xuân Thành Sài Gòn từ khi thành lập | Thành tích của Xi măng Xuân Thành Sài Gòn từ khi thành lập | Thành tích của Xi măng Xuân Thành Sài Gòn từ khi thành lập | Thành tích của Xi măng Xuân Thành Sài Gòn từ khi thành lập | Thành tích của Xi măng Xuân Thành Sài Gòn từ khi thành lập |
| Năm                                                        | Hạng đấu                                                   | Hạng đấu                                                   | Hạng đấu                                                   | Thành tích                                                 | Tr                                                         | T                                                          | H                                                          | B                                                          | BT                                                         | BB                                                         | Điểm                                                       |                                                            |
| Năm                                                        | I                                                          | II                                                         | III                                                        | Thành tích                                                 | Tr                                                         | T                                                          | H                                                          | B                                                          | BT                                                         | BB                                                         | Điểm                                                       |                                                            |
| ---------------------------------------------------------- | ---------------------------------------------------------- | ---------------------------------------------------------- | ---------------------------------------------------------- | ---------------------------------------------------------- | ---------------------------------------------------------- | ---------------------------------------------------------- | ---------------------------------------------------------- | ---------------------------------------------------------- | ---------------------------------------------------------- | ---------------------------------------------------------- | ---------------------------------------------------------- | ---------------------------------------------------------- |
| 2010                                                       |                                                            |                                                            |                                                            | Thứ 4 bảng A                                               | 8                                                          | 3                                                          | 1                                                          | 4                                                          | 14                                                         | 13                                                         | 10                                                         |                                                            |
| 2011                                                       |                                                            |                                                            |                                                            | Vô địch                                                    | 26                                                         | 15                                                         | 9                                                          | 2                                                          | 65                                                         | 35                                                         | 54                                                         |                                                            |
| 2012                                                       |                                                            |                                                            |                                                            | Thứ 3                                                      | 26                                                         | 12                                                         | 10                                                         | 4                                                          | 43                                                         | 23                                                         | 46                                                         |                                                            |
| 2013                                                       |                                                            |                                                            |                                                            | Rút lui                                                    | Rút lui                                                    | Rút lui                                                    | Rút lui                                                    | Rút lui                                                    | Rút lui                                                    | Rút lui                                                    | Rút lui                                                    |                                                            |

### Thành tích quốc tế
| Mùa giải | Giải đấu | Vòng đấu  | Đối thủ         | Sân nhà | Sân khách | Kết quả      |
| -------- | -------- | --------- | --------------- | ------- | --------- | ------------ |
| 2013     | Cúp AFC  | Vòng bảng | Tampines Rovers | 2–2     | 3–2       | Thứ 3 bảng H |
| 2013     | Cúp AFC  | Vòng bảng | East Bengal     | 0–0     | 1–4       | Thứ 3 bảng H |
| 2013     | Cúp AFC  | Vòng bảng | Selangor FA     | 2–1     | 1–3       | Thứ 3 bảng H |